# Carrera de resistencia

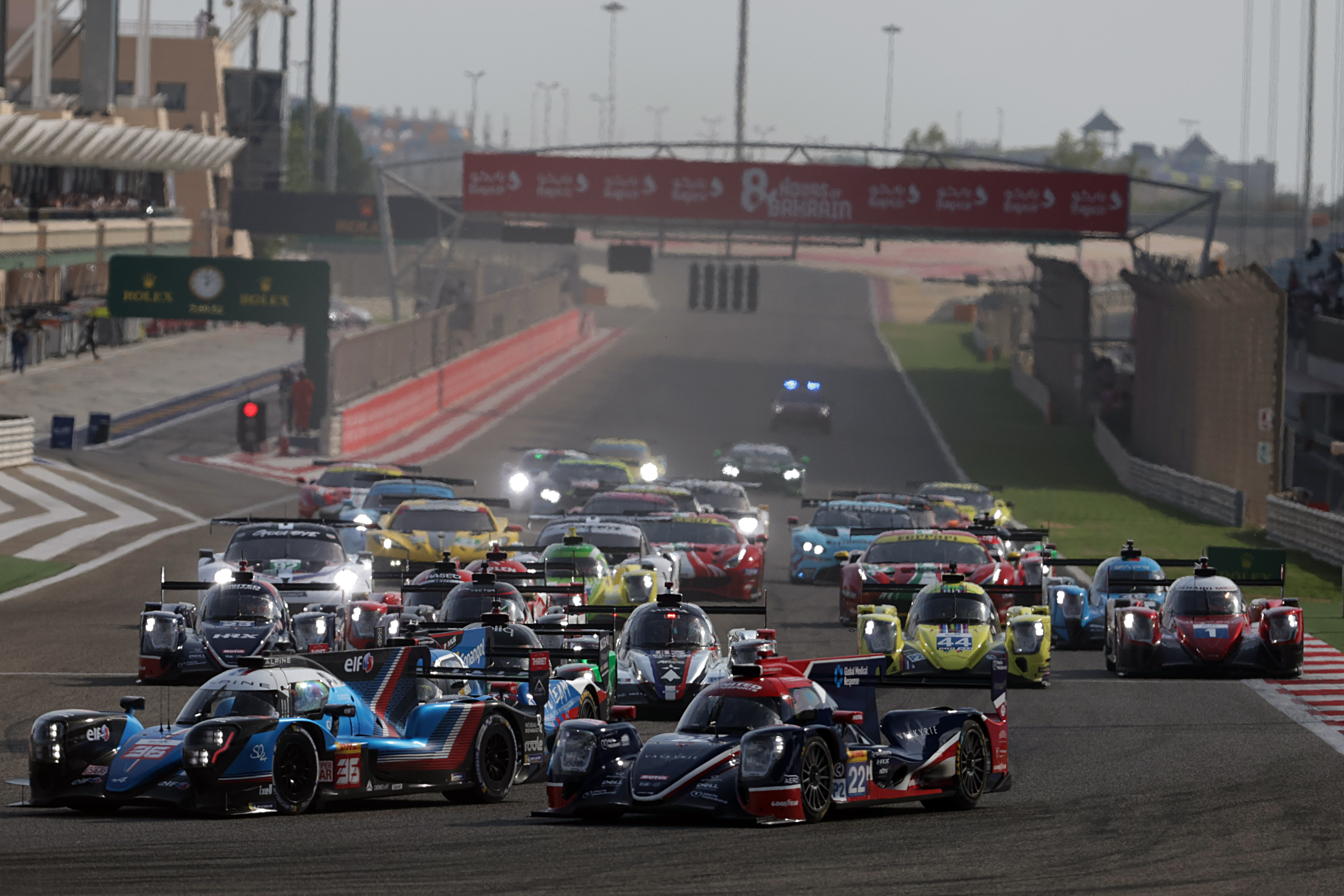
Inicio de una carrera del Campeonato Mundial de Resistencia, con los sport prototipos iniciando delante de los gran turismos como es habitual.

Una carrera de resistencia es una carrera de automovilismo o motociclismo de mayor duración de lo habitual, en la que se pone a prueba la fiabilidad de los vehículos y la resistencia física de los pilotos. En el caso de automóviles, este tipo de carreras se disputan habitualmente con turismos, gran turismos o sport prototipos, salvo en el caso de los rally raid, como el Rally Dakar y la Baja 1000, y en el caso de las 24 Horas de Chamonix, que se corren con turismos sobre nieve. En casi todas las carreras de resistencia, está permitido o es obligatorio cambiar de piloto varias veces.
En general, el objetivo es girar la mayor cantidad de veces a un circuito de carreras en un tiempo predeterminado o recorrer una distancia predefinida en el menor tiempo posible. Entre las primeras se encuentran las 24 Horas de Daytona, 24 Horas de Le Mans, las 24 Horas de Nürburgring, las 24 Horas de Spa y las 12 Horas de Sebring, y entre las segundas Petit Le Mans, los 1000 km de Monza y los 1000 km de Bathurst. Las duraciones mínimas para una carrera de resistencia son de cuatro horas u 800 km, aunque a nivel local o amateur se aceptan distancias menores. 
Entre las carreras de resistencia históricas se encuentran la Targa Florio, la Mille Miglia y las 24 Horas de Le Mans. Las tres pertenecían al Campeonato Mundial de Resistencia, al igual que la mayoría de las carreras mencionadas anteriormente. En la década de 1990, las carreras de este tipo de campeonatos vieron reducidas la mayoría de sus carreras a distancias medias, como 2:30 a 4 horas o aproximadamente 500 km. Ese es el esquema utilizado en el Campeonato de la FIA de Sport Prototipos, la American Le Mans Series y la Grand-Am Rolex Sports Car Series. En cambio, las European Le Mans Series inicialmente se reduce a carreras de más de seis horas o 1000 km de duración, al igual que el nuevo Campeonato Mundial de Resistencia de la FIA.

## Carreras famosas
| 24 Horas - 24 Horas de Le Mans - 24 Horas de Daytona - 24 Horas de Nürburgring - 24 Horas de Spa - 24 Horas de Dubái - 24 Horas de Zolder 12 Horas - 12 Horas de Sebring - 12 Horas de Bathurst - 12 Horas de Sepang - 12 Horas del Golfo 7-11 Horas - Petit Le Mans - 10 Horas de Suzuka - 9 Horas de Kyalami - 8 Horas de California - 8 Horas de Indianápolis - 8 Horas de Baréin - 8 Horas de Portimão Otras - Carrera Panamericana - Targa Florio | 6 Horas - 6 Horas de Spa-Francorchamps - 6 Horas de Silverstone - 6 Horas de Nürburgring - 6 Horas del Circuito de las Américas - 6 Horas de México - 6 Horas de São Paulo - 6 Horas de Shanghái - 6 Horas de Fuji - 6 Horas de Watkins Glen - 6 horas de Le Mans - 6 Horas de Imola - 6 Horas de Zhuhai 1000 millas - Mille Miglia - 1000 Millas Brasileñas - 1000 Millas de Sebring 1000 km - 1812 km de Catar - 1000 km de Bathurst - Baja 1000 - 1000 km de Buenos Aires - 1000 km de Monza |

### Motociclismo
Las carreras que forman o han formado parte del Campeonato Mundial de Resistencia de la FIM son:
| 24 Horas - 24 Horas de Montjuïc - 24 Horas de Lieja - 24 Horas de Le Mans - Bol d'Or 12 Horas - 12 Horas de Estoril - 12 Horas de Portimão | 8 Horas - 8 Horas de Suzuka - 8 Horas de Sepang - 8 Horas de Oschersleben - 8 Horas de Slovakia Ring - 8 Horas de Doha - 8 Horas de Albacete - 8 Horas de Spa 6 Horas - 6 Horas de Most |

## Campeonatos de carreras de resistencias
| - Campeonato Mundial de Resistencia - Campeonato Mundial de Resistencia de la FIM (1960-act.) - Campeonato Mundial de Sport Prototipos (1953-1992) - Campeonato de la FIA de Sport Prototipos (1997-2003) - Copa Intercontinental Le Mans (2010-2011) - European Le Mans Series (2001, 2004-act.) - Asian Le Mans Series (2009-act.) - Campeonato Mundial de Resistencia de la FIA (2012-act.) - Intercontinental GT Challenge (2016-act.) | - Campeonato IMSA GT (1971-1998) - American Le Mans Series (1999-2013) - Grand-Am Rolex Sports Car Series (1998-2013) - WeatherTech SportsCar Championship (2014-act.) |

## Triple corona de la resistencia
En las carreras de resistencia de automóviles, tres eventos han llegado a formar una Triple Corona. Se consideran tres de las carreras de resistencia más desafiantes en las últimas décadas: las 24 horas de Daytona, las 12 horas de Sebring y las 24 horas de Le Mans.
Trece son los pilotos que han conseguido la triple corona de la resistencia. Ninguno de ellos ha conseguido ganar las tres pruebas el mismo año. Ken Miles fue el que más cerca estuvo de ganarlas, ganando las dos pruebas norteamericanas y quedando 2.º en las 24 Horas de Le Mans 1966. El británico Allan McNish ganó las 12 Horas de Sebring en 2012 pero quedó 2.º tanto en las 24 Horas de Daytona como en las 24 Horas de Le Mans. El belga Laurens Vanthoor en 2025 también ganó las dos pruebas norteamericanas y quedó 2.º en las 24 Horas de Le Mans 2025, tras salir en 21.º posición. Hurley Haywood y Al Holbert son los únicos que han ganado al menos dos veces cada una de las tres carreras.
El británico Nick Tandy es el único piloto en haber conquistado las 4 carreras de 24 horas de duración más importantes del mundo: 24 Horas de Le Mans (2015), 24 Horas de Nürburgring (2018), 24 Horas de Spa (2020) y 24 Horas de Daytona (2025). Tan sólo ha dejado de ganar las 24 Horas de Dubái, carrera de mucho menos prestigio y relevancia internacional que las anteriores. Asimismo, el británico es el único piloto en conseguir la Triple Corona de la resistencia además de las 24 Horas de Nürburgring, las 24 Horas de Spa y Petit Le Mans, siendo estas seis carreras las más prestigiosas en la actualidad. El belga Laurens Vanthoor ha ganado cuatro de las seis carreras más importantes, contando también con un segundo puesto en las 24 Horas de Le Mans de 2025; también cuenta con victorias en las 24 Horas de Zolder, las 24 Horas de Dubái, las 12 Horas de Sepang y las 12 Horas de Bathurst, ninguna de las cuáles ha sido ganada por Tandy.
| Piloto         | 1                            | 2                   | 3                                  |
| Piloto         | 24 Horas de Daytona          | 12 Horas de Sebring | 24 Horas de Le Mans                |
| -------------- | ---------------------------- | ------------------- | ---------------------------------- |
| Phil Hill      | 1964                         | 1958, 1961          | 1958, 1961, 1962                   |
| Dan Gurney     | 1962                         | 1959                | 1967                               |
| Hans Herrmann  | 1968                         | 1960, 1968          | 1970                               |
| Jackie Oliver  | 1971                         | 1969                | 1969                               |
| Jacky Ickx     | 1972                         | 1969, 1972          | 1969, 1975, 1976, 1977, 1981, 1982 |
| Hurley Haywood | 1973, 1975, 1977, 1979, 1991 | 1973, 1981          | 1977, 1983, 1994                   |
| A. J. Foyt     | 1983, 1985                   | 1985                | 1967                               |
| Al Holbert     | 1986, 1987                   | 1976, 1981          | 1983, 1986, 1987                   |
| Andy Wallace   | 1990, 1997, 1999             | 1992, 1993          | 1988                               |
| Mauro Baldi    | 1998, 2002                   | 1998                | 1994                               |
| Marco Werner   | 1995                         | 2003, 2005, 2007    | 2005, 2006, 2007                   |
| Timo Bernhard  | 2003                         | 2008                | 2010, 2017                         |
| Nick Tandy     | 2025                         | 2025                | 2015                               |